# کولیج (تگزاس)
کولیج، تگزاس(به انگلیسی: Coolidge, Texas) شهری در ایالت تگزاس از ایالات جنوبی ایالات متحده آمریکا است. در سرشماری سال ۲۰۰۰، جمعیت این شهر ۸۴۸ نفر اعلام شد.